# دوت (خوفد)
شهرستان دُوۤت یا دووت (به زبان مغولی: Дуут сум، [Duut sum]؛ ᠳᠠᠭᠤᠲᠤ ᠰᠤᠮᠤ، [daɣutu sumu]) یک شهرستان (سُوم) در مغولستان است که در استان خوفد واقع شده‌است. دُوت ۲٬۱۴۶ کیلومتر مربع مساحت دارد.

## تقسیمات اداری
شهرستان دُوت متشکل از ۴ قصبه (باغ) می‌باشد، شامل:
- بوسغو (مغولی: Босго баг، [Bosgo bag]؛ ᠪᠣᠰᠤᠭ᠎ᠠ ᠪᠠᠭ، [bosuɣ-a baɣ])
- چاغان‌بورغاس (مغولی: Цагаан бургас баг، [Cagaan ‌burgas bag]؛ ᠴᠠᠭᠠᠨ ᠪᠤᠷᠭᠠᠰᠤ ᠪᠠᠭ، [čaɣan burɣasu baɣ])
- خوخ‌بِلچیر (مغولی: Хөх бэлчир баг، [Xöx belčir bag]؛ ᠬᠥᠬᠡ ᠪᠡᠯᠴᠢᠷ ᠪᠠᠭ، [köke belčir baɣ])
- شیبِر (مغولی: Шивэр баг، [Šiver bag]؛ ᠰᠢᠪᠡᠷ ᠪᠠᠭ، [šiber baɣ])